# Бюхли, Маттейс
Маттейс Бюхли (нидерл. Matthijs Büchli; род. 13 декабря 1992, Харлем, Нидерланды) — нидерландский профессиональный трековый велогонщик, который в настоящее время выступает за команду UCI Track Team BEAT Cycling.
Стал чемпионом мира по кейрину на Чемпионате мира по велоспорту на треке UCI 2018 . В 2016 году Бюхли выиграл серебряную медаль в мужском кейрине на Олимпийских играх в Рио-де-Жанейро несмотря на тяжелую травму колена всего за пять месяцев до Олимпийских игр. Бюхли также входил в команду, завоевавшую золотую медаль на Летних Олимпийских играх 2020 года в командном спринте.
С 2017 года Бюхли едет в коммерческой команде BEAT Cycling вместе с Тео Босом, а до того с Роем ван ден Бергом.